# Valorização imobiliária do Rio de Janeiro

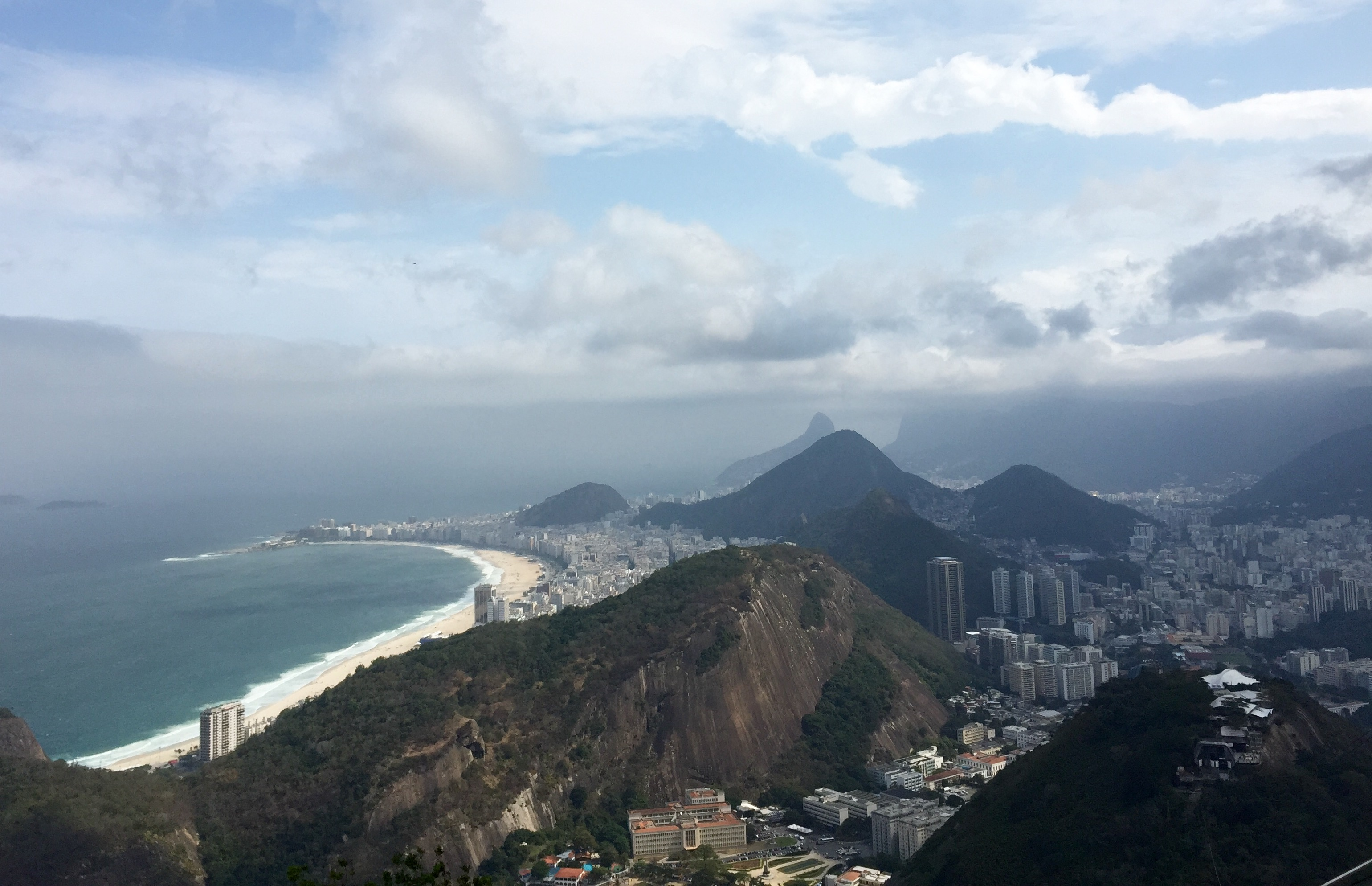
Vista aérea da Zona Sul, área mais valorizada da cidade. A praia da imagem é a Praia de Copacabana.

A valorização imobiliária do Rio de Janeiro é a segunda maior do Brasil, atrás apenas do Distrito Federal. O preço médio do metro quadrado na cidade, em 2012, era de R$ 7.421. Nesse período, o município recebeu 119 empreendimentos, com 261 edifícios, e 14.503 apartamentos lançados. O capital movido nessas transações chegou a 6,76 bilhões de reais, cerca de 70% do total vendido em todo o Estado. No entanto a cidade que possui extensas áreas de elevado preço médio do metro quadrado, também possui de forma quase antagônica, diversos bairros suburbanos e rurais; os bairros próximos à média municipal são os mais urbanisticamente verticalizados, concentrando uma alta densidade populacional.

## Zona Central
Em 1808 a migração da Família Real Portuguesa trouxe cerca de 18 mil aristocratas, clérigos, cientistas, artistas, e altos militares para um Rio de janeiro de 61 mil moradores, o qual resumia-se a Cidade Velha. Um casarão sobre uma colina, da qual se tinha uma boa vista da baía de Guanabara, que ficou conhecido como "Paço de São Cristóvão", o qual foi escolhido por D. João VI para ser o Palácio Real da Casa de Bragança, o que foi mantido mesmo após da independência do Brasil; tornando-se o Palácio Imperial; sendo vizinhado por outros solares onde residiam as famílias da nobreza; o que fez do bairro pesqueiro de São Cristóvão o primeiro bairro brasileiro. Da mesma forma, a elite portuguesa, residiu imediatamente nas melhores residências da cidade velha, tornando-a uma região nobre. Com o golpe de estado que instalou a república, a elite se redirecionou para os jovens bairros da Zona Sul como Catete e Laranjeiras. Nos anos 50, contudo, os bairros abrigavam famílias prósperas, principalmente de funcionários públicos do então Distrito Federal (1891–1960); tendo o ápice de proeminência no Rio Comprido, o único bairro que fora planejado em meados de 1910 para acomodar elegantes casarões de empresários, diplomatas, fazendeiros, médicos e professores universitários.

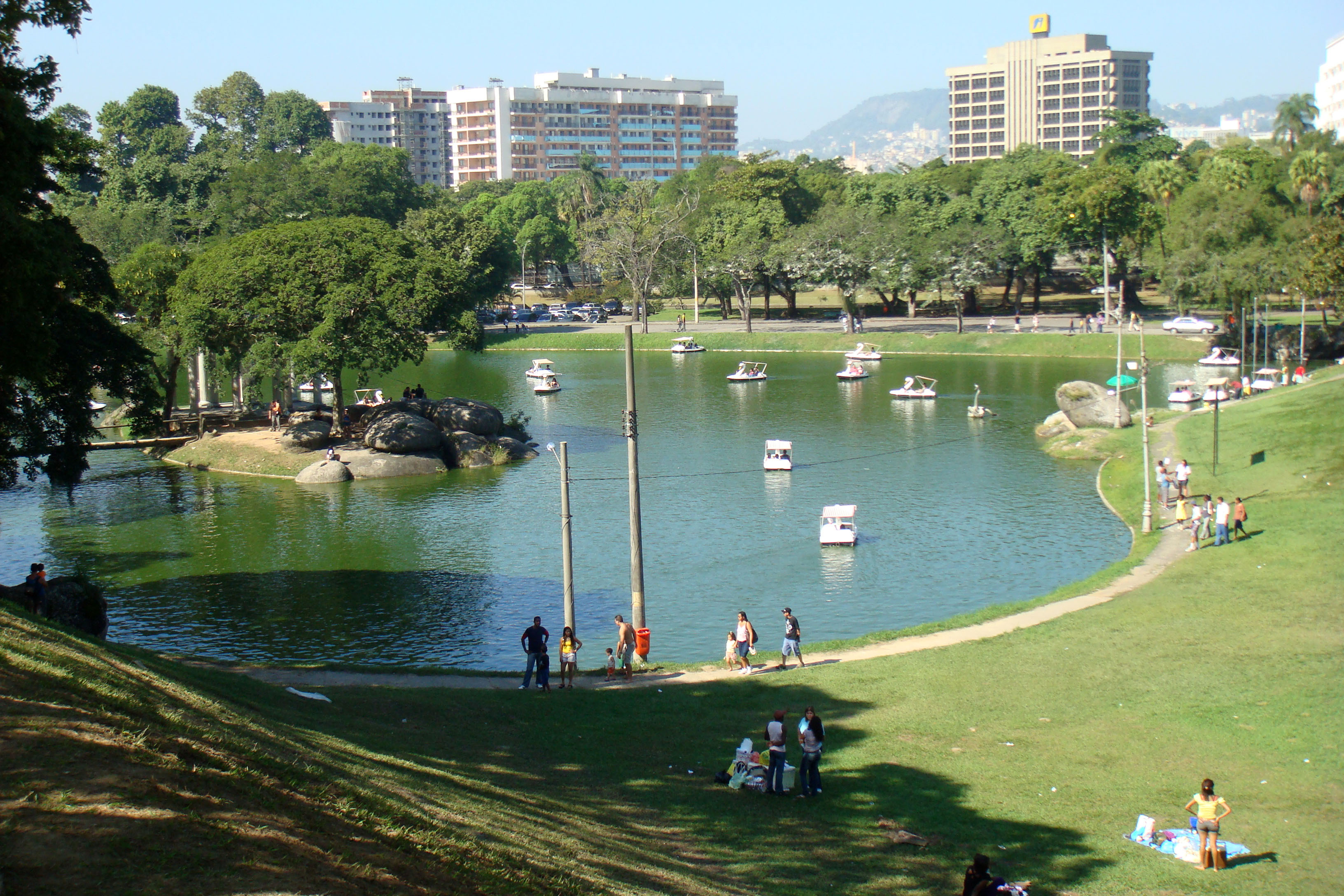
Quinta da Boa Vista no Bairro Imperial de São Cristóvão

Com o início do declínio socieconômico da cidade nos anos 70, em decorrência ao surgimento de favelas e aumento do trânsito, da criminalidade, da poluição da baía de Guanabara, e sobretudo a falta de uma gestão competente; a região tornou-se marginalizada e inóspita. Gradualmente, as famílias que podiam, mudaram-se, e apenas a classe média baixa permaneceu. Embora os bairros de Centro, Glória e Santa Teresa, tenham fugido a regra da região e nunca deixaram de serem caros. Somente no fim dos anos 2000, a escolha do Rio de Janeiro para sediar os jogos da XXI Olímpiada, promoveu uma união de esferas de poder em prol do desenvolvimento habitacional , estético e cultural da região, que tem alto potencial paisagístico, excelente logística e desenvolvida rede de transportes; baseado em princípios de sustentabilidade, com a reestruturação de ruas, praças e avenidas, trazendo melhoria na qualidade de vida dos atuais e futuros moradores. Além das obras habitacionais, o desenvolvimento urbano se deu através da renovação serviços de coleta de lixo, calçamento, iluminação, implantação de ciclovias e plantio de árvores.

## Zona Sul

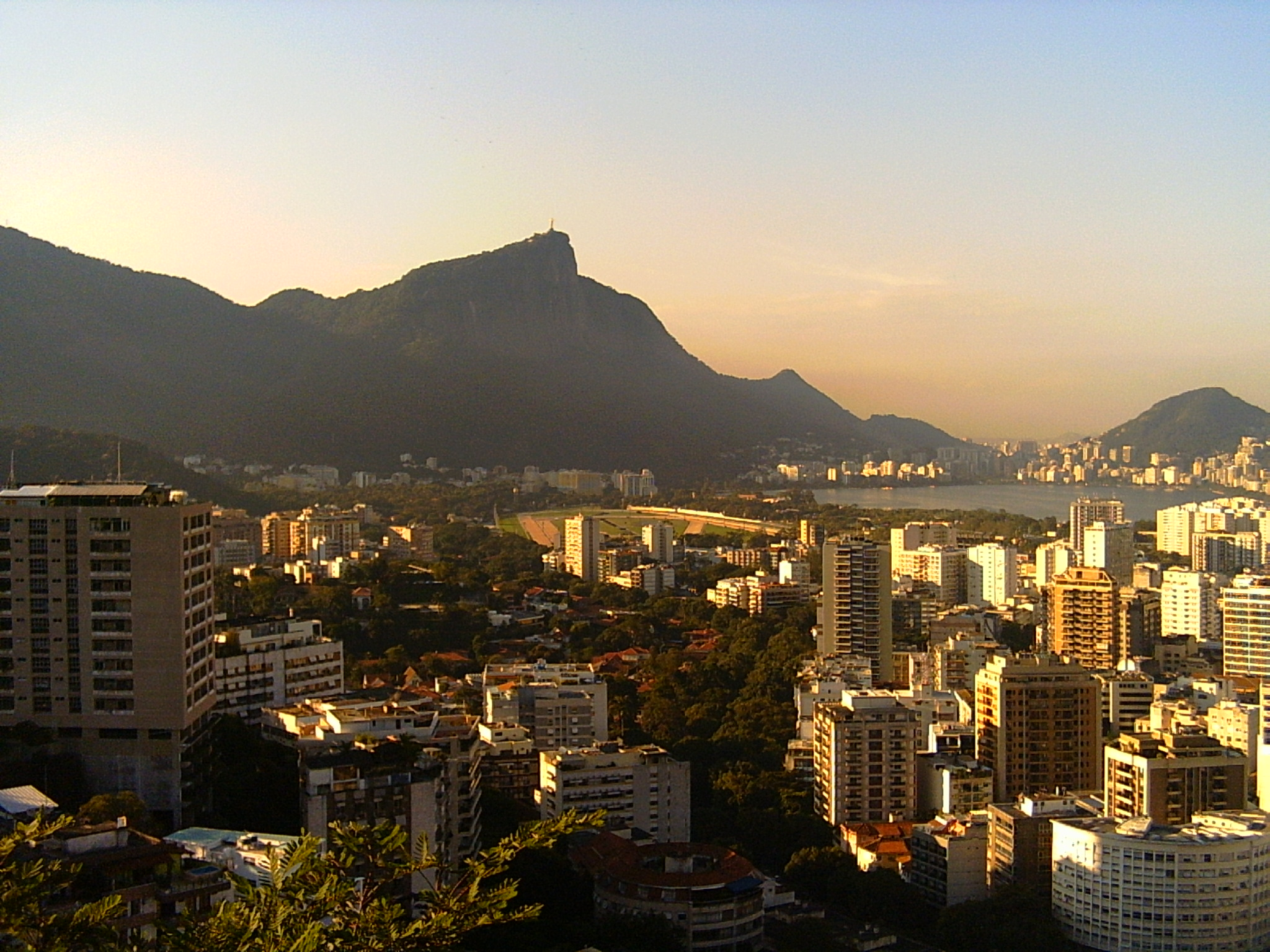
Avenida Visconde de Albuquerque no Leblon, o bairro mais caro do Rio de Janeiro e do Brasil.

O alto padrão imobiliário está concentrado principalmente região da Zona Sul; seus logradouros foram planejados nos anos 10 para acomodar a nova elite republicana brasileira; o que três décadas mais tarde seria uma conveniência à verticalização que a região de Botafogo, Copacabana e Flamengo sofreu. Posteriormente as áreas alagadiças próximas a esses bairros sofreram o mesmo processo, configurando o atual "anel de ouro" do mercado imobiliário em torno da lagoa Rodrigo de Freitas, Leblon e Ipanema ao sul, Lagoa a leste, Gávea a oeste, e Jardim Botânico a norte. Esses bairros tem o maior aproveitamento paisagístico da cidade, em virtude da urbanização conjunta à cartões-postais como Morro do Corcovado, Monte Dois Irmãos, Pão de Açúcar, além de praias e outras belezas naturais menos famosas; como o Parque da Cidade. Graças à proximidade com Centro da cidade e a falta de terrenos desocupados, cria-se uma pressão que aparece no aumento dos preços de metro quadrado. Então, de uma certa forma, a geografia da cidade contribuiu para que os preços ali sejam e permaneçam tão elevados.

## Zona Norte

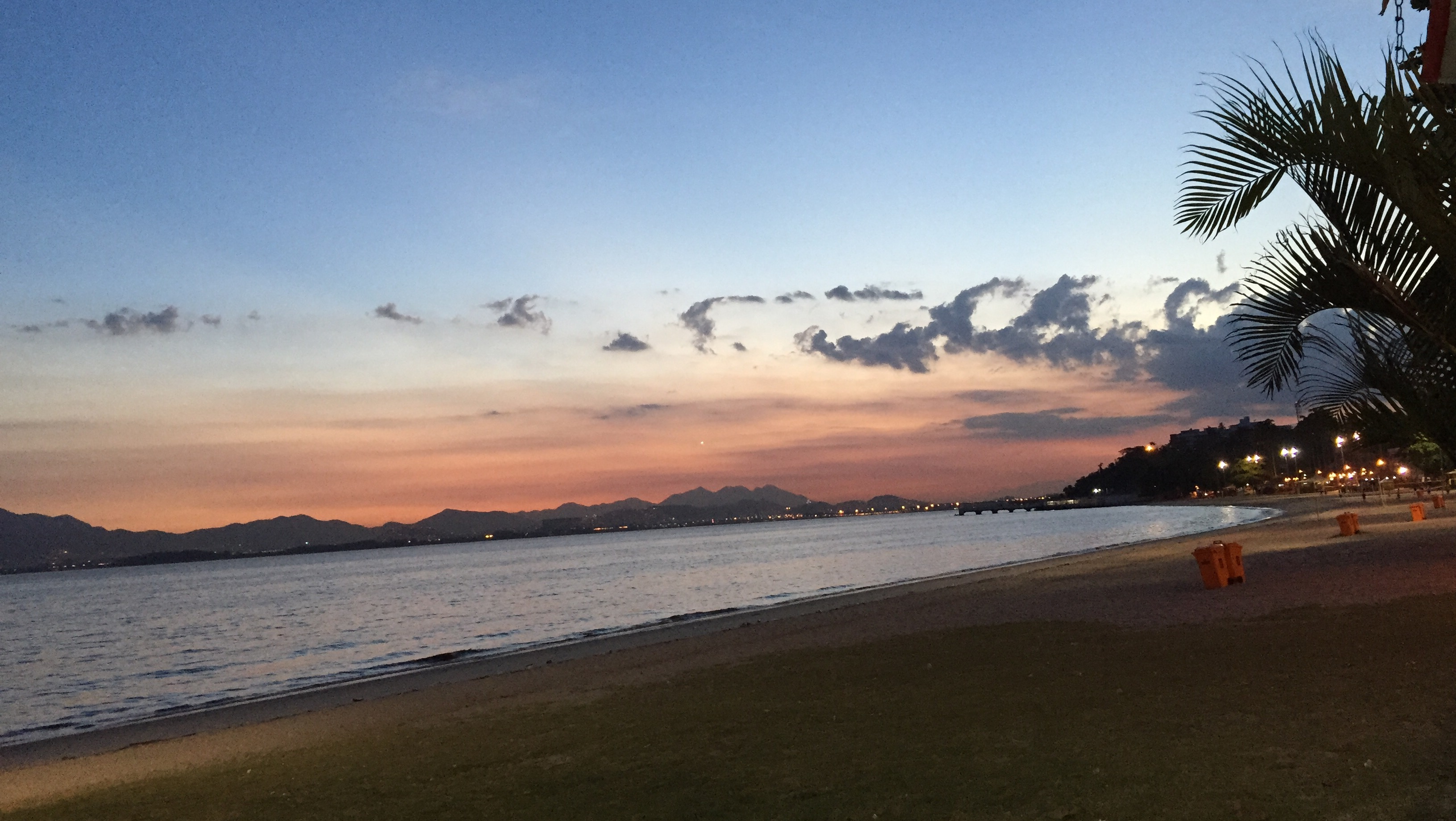
Praia da Bica, no bairro Jardim Guanabara, Zona Norte do Rio de Janeiro.

A Zona Norte surge pouco antes da Zona Sul como uma região nobre da cidade, em função de ser uma continuação natural em sentido oeste dos bairros de São Cristóvão e Rio Comprido. Em 1859 surgiu o funcionamento pioneiro da primeira linha de transporte em veículos sobre trilhos no Rio de Janeiro, com tração animal, anterior ao bonde elétrico, ligando o Largo do Rocio ao bairro do Engenho Velho. O fato acarretou uma gradual abertura das principais vias da Tijuca que planejada para ser parte do futuro centro da "cidade nova" teria largas vias e diversas praças e largos; o que seria um critério a favor da valorização do bairro frentes aos demais da Zona Norte. Em 1873 foi aberto o boulevard 28 de Setembro e pouco tempo depois as ruas Visconde de Santa Isabel e Barão de São Francisco, que acarretariam numa rápida conexão da Vila Isabel com a Tijuca, gerando os bairros de Andaraí e Maracanã. Na Europa Ocidental, onde o processo de urbanização das cidades foi pioneiro, o subúrbio, em geral, foi e continua sendo o espaço destinado às elites e classes médias – uma espécie de refúgio contra os aglomerados urbanos insalubres e perigosos da época das indústrias. Até o início do século XX, essa acepção de subúrbio também aplicava-se ao Rio de Janeiro; onde o subúrbio era o local de nobreza – não tão refinada como Botafogo ou o Engenho Velho, que eram bairros da aristocracia –, mas com serviços voltados a essa classe, que também se dirigiam para essa região com fins de descanso. Foi a partir da reforma urbana do prefeito Pereira Passos, em 1903, que o conceito de subúrbio ganhou contornos mais ideológicos e pejorativos no contexto do Rio de Janeiro, sobretudo na Zona da Leopoldina, que ganharia um rápido crescimento populacional nesse período. Com a implantação de uma nova ordem urbana no Centro da futura metrópole, associada também à expansão do mercado imobiliário para as classes altas à beira-mar, o proletariado do Centro foi “expulso” para os subúrbios, que passaram a ser vistos como locais estratégicos de escoamento dessa população marginalizada para distante do Centro “civilizado”. Atualmente, a Zona Norte continua com má fama na cidade, mesmo diversos bairros tendo alcançados altos índices de desenvolvimento humano (Jardim Guanabara, na Ilha do Governador, tem o terceiro maior da cidade).

## Zona Oeste

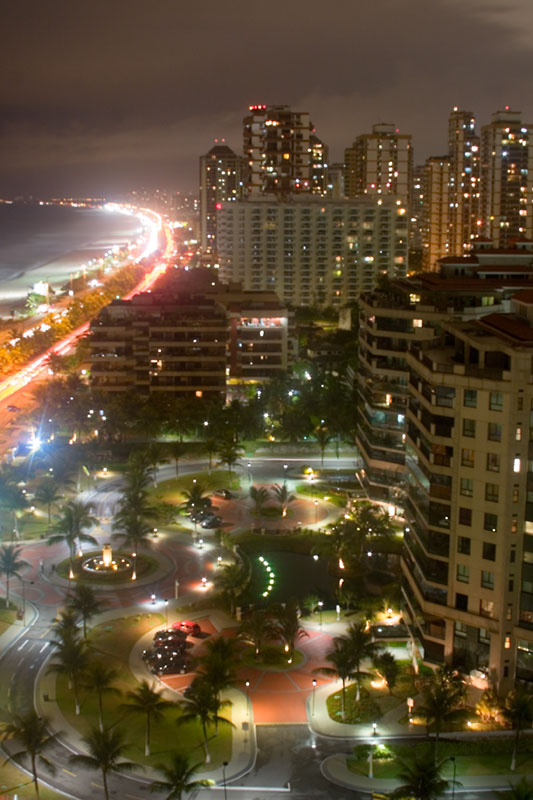
Vista nocturna da avenida Lúcio Costa, na Barra da Tijuca, o bairro mais valorizado da Zona Oeste.

A Zona Oeste é historicamente, a região mais jovem da cidade, não possuindo muitas construções anteriores ao século XX. Assim como a Zona Sul e a Grande Tijuca, grande parte desta área foi urbanisticamente preservada pela ausência da construção de linhas ferroviárias. Desde 1965, por iniciativa do prefeito Francisco Negrão, a região tem seguido um planejamento urbano a fim de tornar-se o novo centro comercial e financeiro da cidade. Geograficamente é um grande vale entre o Parque Nacional da Tijuca e o Parque Estadual da Pedra Branca; e, assim como a Zona Sul, tem saída para o Oceano Atlântico, possuindo catorze praias ao longo de 27 quilômetros de litoral, o maior da cidade. As principais são Abricó, Barra, Grumari, Joatinga, pontal de Sernambetiba, Marambaia, e Reserva.
Pelo potencial paisagístico e a crescente demanda de empreendimentos de alto padrão, a região da Barra da Tijuca e de Jacarepaguá é o principal centro de investimentos públicos e privados do Rio de Janeiro. Possui atualmente a maior concentração de shoppings centers da cidade.